# Donauauen zwischen Lechmündung und Ingolstadt
Donauauen zwischen Lechmündung und Ingolstadt este o arie protejată (arie de protecție specială avifaunistică — SPA) din Germania întinsă pe o suprafață de 6.995,12 ha, integral pe uscat.

## Localizare
Centrul sitului Donauauen zwischen Lechmündung und Ingolstadt este situat la coordonatele 48°43′40″N 10°58′50″E / 48.7278°N 10.9806°E.

## Înființare
Situl Donauauen zwischen Lechmündung und Ingolstadt a fost declarat arie de protecție specială avifaunistică în septembrie 2006 pentru a proteja 42 de specii de animale.

## Biodiversitate
Situată în ecoregiunea continentală, aria protejată nu include niciun habitat protejat.
La baza desemnării sitului se află mai multe specii protejate de  păsări (42): lăcar-de-lac (Acrocephalus scirpaceus), pescăruș albastru (Alcedo atthis), rață sulițar (Anas acuta), rață mică (Anas crecca crecca), Anas platyrhynchos platyrhynchos, Anas strepera strepera, rață-cu-cap-castaniu (Aythya ferina), rața moțată (Aythya fuligula), rață roșie (Aythya nyroca), buha (Bubo bubo), Bucephala clangula, Charadrius dubius curonicus, erete de stuf (Circus aeruginosus), lebădă de iarnă (Cygnus cygnus), ciocănitoarea de stejar (Dendrocopos medius), egretă albă (Egretta alba), șoimul rândunelelor (Falco subbuteo), muscar-gulerat (Ficedula albicollis), Fulica atra atra, Gavia arctica arctica, cufundar mic (Gavia stellata), codalb (Haliaeetus albicilla), sfrâncioc roșiatic (Lanius collurio), Larus michahellis, grelușelul-de-tufiș (Locustella fluviatilis), gușă albastră (Luscinia svecica), Mergus merganser merganser, gaia neagră (Milvus migrans), gaia roșie (Milvus milvus), codobatura galbenă (Motacilla flava), rață cu ciuf (Netta rufina), Numenius arquata arquata, viespar (Pernis apivorus), ciocănitoare verzuie (Picus canus), Podiceps cristatus cristatus, Podiceps nigricollis nigricollis, pițigoi-pungar (Remiz pendulinus), lăstun de mal (Riparia riparia), mărăcinar (Saxicola rubetra), silvie de câmp (Sylvia communis), Tachybaptus ruficollis ruficollis, nagâț (Vanellus vanellus).